# Vincenzo Antonio Alemanni Nasi
Vincenzo Antonio Alemanni Nasi, anche noto come Alamanni (Firenze, 7 aprile 1679 – Madrid, 26 luglio 1735) è stato un arcivescovo cattolico, letterato e diplomatico italiano al servizio della Santa Sede.

## Biografia
Vincenzo era figlio di Antonio Francesco e di Maria Maddalena Borgherini, si formò a Roma conseguendo il dottorato in teologia e in filosofia il 24 agosto 1702. Ordinato sacerdote il 16 novembre 1710, divenne canonico della cattedrale di Santa Maria del Fiore e prelato domestico di papa Innocenzo XII. Durante il pontificato di papa Clemente XI divenne Segretario della cifra.
Successivamente fu consultore del Sant'Uffizio e divenne canonico della basilica di San Giovanni in Laterano, quando fu nominato arcivescovo titolare di Seleucia di Isauria da papa Innocenzo XIII. Fu consacrato il 30 novembre 1723 dal cardinale Lorenzo Corsini (futuro Clemente XII) assistito dagli arcivescovi Sinibaldo Doria e Prospero Marefoschi. Fu abate commendatario di San Girolamo di Fiesole e priore di Santo Stefano al Ponte.
Divenne nunzio apostolico nel regno di Napoli e successivamente fu inviato in Spagna. Morì a Madrid il 26 luglio 1735, prima di recarsi a Roma, dove avrebbe ricevuto la nomina cardinalizia.

## Genealogia episcopale
La genealogia episcopale è:
- Cardinale Scipione Rebiba
- Cardinale Giulio Antonio Santori
- Cardinale Girolamo Bernerio, O.P.
- Arcivescovo Galeazzo Sanvitale
- Cardinale Ludovico Ludovisi
- Cardinale Luigi Caetani
- Cardinale Ulderico Carpegna
- Cardinale Paluzzo Paluzzi Altieri degli Albertoni
- Cardinale Flavio Chigi
- Papa Clemente XII
- Arcivescovo Vincenzo Antonio Alemanni Nasi